# Richard Abegg
Richard Wilhelm Heinrich Abegg (Gdańsk, 9 de janeiro de 1869 — Tessin, 3 de abril de 1910) foi um químico alemão.
Foi pioneiro da teoria da valência. Propôs tender a oito a diferença entre a valência máxima positiva e negativa. Isto passou a ser denominado regra de Abegg.

## Livros publicados
- Über das Chrysen und seine Derivate. Schade, Berlin 1891
- Anleitung zur Berechnung volumetrischer Analysen. Grass, Barth & Co, Breslau 1900
- Die Theorie der elektrolytischen Dissociation. Enke, Stuttgart 1903